# Karłowo (Dobieszewo)
Karłowo – osada wsi Dobieszewo w Polsce, położona w województwie kujawsko-pomorskim, w powiecie nakielskim, w gminie Kcynia.
W latach 1975–1998 osada należała administracyjnie do województwa bydgoskiego.
4 września 1865 urodziła się w Karłowie (wówczas majątku Słupówka) Maria Karłowska, błogosławiona Kościoła katolickiego, polska siostra zakonna, założycielka Zgromadzenia Sióstr Pasterek od Opatrzności Bożej.